# Io per lei
Io per lei è il terzo album in studio del gruppo musicale italiano Camaleonti, pubblicato in Italia nel 1968. 

## Descrizione
Dopo il successo dei primi singoli a 45 giri, i Camaleonti lasciarono la vecchia casa discografica, la Kansas, per passare alla CBS (la sezione italiana della casa madre statunitense, che in Italia veniva distribuita dalla CGD di Ladislao Sugar), che garantiva una migliore distribuzione. Le prime pubblicazioni furono alcuni singoli a 45 giri, tutti di grande successo, che cominciano a mescolare il beat delle origini con una vena melodica più tradizionale: il primo, "Non c'è niente di nuovo/Vita facile", uscì il 10 maggio 1967, il secondo, "L'ora dell'amore/Noi e gli altri" uscì il 18 ottobre 1967, il terzo, "Io per lei/Il diario di Anna Frank", nel marzo 1968, e, il quarto, "Applausi/Torna Liebelei", poco tempo dopo; a questi seguì il terzo Long playing, pubblicato il 30 maggio e che comprendeva tutte queste otto canzoni.
A novembre Mario Lavezzi era stato chiamato per il servizio militare e fu quindi sostituito, ma non da un altro chitarrista, bensì dal tastierista Gabriele Lorenzi (proveniente da I Samurai e, in seguito, con la Formula 3), che con il gruppo registrò i singoli succitati, gli inediti dell'album e una canzone per una compilation.
L'album si apre con L'ora dell'amore, cover con testo in italiano del brano "Homburg" dei Procol Harum, seguita da "Vita facile" e da Casa Bianca di Don Backy, presentato al Festival di Sanremo 1968 da Marisa Sannia e Ornella Vanoni, e che il gruppo aveva inciso per la compilation Sanremo 1968, pubblicata a gennaio 1968 dalla CGD e contenente alcune canzoni del Festival di quell'anno interpretate dai suoi artisti. Segue Torna Liebelei, mentre la canzone successiva è il primo inedito del disco, Pianta un albero, cover di Plante un arbre di Richard Anthony; conclude il lato A Non c'è niente di nuovo, mentre il lato B si apre con Io per lei, versione con testo di Daniele Pace di To Give (the Reason I Live) di Bob Crewe e Bob Gaudio, registrata con la collaborazione dei violinisti dell'orchestra del Teatro alla Scala di Milano: questo brano si classificherà al quarto posto al Cantagiro di quell'anno, e verrà interpretato, tra gli altri, anche da Patty Pravo e Farida sempre nel 1968, incisa live da Mina nel 1969 e da Ornella Vanoni nel 2001. Il brano seguente, "Applausi", cantato da Livio Macchia, era già stato pubblicato come singolo, presenta un'orchestra d'archi e un coro femminile, arrivando in breve tempo ai vertici dell'hit-parade. "Storia normale" è il secondo inedito del disco e, pur essendo firmata per la musica da un autore italiano, è in realtà "In a Monastery Garden" di Albert Katelbey (l'autore di "In a Persian Market"), con un testo di Califano che racconta la storia del gruppo. 
Il terzo inedito del disco, Il pittore, è una rivisitazione in lingua italiana del singolo Pictures of Matchstick Men del gruppo britannico Status Quo.
"Il diario di Anna Frank", incisa anch'essa con la collaborazione dei violinisti dell'orchestra del Teatro "La Scala" di Milano, è scritta da Mino Reitano ed è cantata da Livio Macchia. Conclude il disco "Noi e gli altri", in cui cantano insieme Livio e Tonino, alternandosi nelle strofe: questo brano fu anche usato come sigla da un programma televisivo con lo stesso titolo, Noi e gli altri, e fu scritta dal direttore d'orchestra e autore di colonne sonore Stefano Torossi, autore anche del testo.
Anche se la formazione del disco è costituita da 5 elementi, poiché in alcuni vi è presente ancora Mario Lavezzi e in altri Gabriele Lorenzi, in copertina, tra fiori e colori, sono raffigurati solo Gerry, Livio, Paolo e Tonino nonostante nel brano "Storia normale" si racconti la storia del gruppo parlando di "cinque ragazzi".
Questo disco è stato ristampato in formato CD dalla CGD, con la riproduzione della grafica originale dell'album.

## Tracce
Lato A
1. L'ora dell'amore (Homburg) (testo originale di Keith Reid; testo italiano di Daniele Pace; musica di Gary Brooker) - 3:37
2. Vita facile (testo di Francesco Specchia; musica di Claudio Cavallaro) - 2:33
3. Casa bianca (testo di Don Backy; musica di Eligio La Valle) - 3:35
4. Torna Liebelei (testo di Daniele Pace e Mario Panzeri; musica di Giancarlo Colonnello) - 3:36
5. Pianta un albero (Plante un arbre) (testo originale di Pierre Delanoë; testo italiano di A. Gentile; musica di Jacques Revaux) - 2:43
6. Non c'è niente di nuovo (testo e musica di Daniele Pace e Mario Panzeri) - 2:51

Lato B
1. Io per lei (To give the reason I live) (testo originale di Bob Gaudio; testo italiano di Daniele Pace; musica di Bob Crewe) - 3:39
2. Applausi (testo di Luciano Beretta; musica di Claudio Cavallaro) - 3:42
3. Storia normale (testo di Franco Califano; musica di Guido Lombardi) - 3:12
4. Il pittore (testo di P. Vinci; musica di F.M. Rossi) - 3:00
5. Il diario di Anna Frank (testo di Franco Reitano; musica di Franco e Mino Reitano) - 4:22
6. Noi e gli altri (testo e musica di Stefano Torossi) - 3:07

## Formazione
- Livio Macchia - voce, chitarra, cori
- Mario Lavezzi - chitarra (in Non c'è niente di nuovo, Vita facile, L'ora dell'amore, Noi e gli altri), cori
- Paolo de Ceglie - batteria
- Gerardo Manzoli detto Gerri - basso, cori
- Antonio Cripezzi detto Tonino - voce, tastiere, violino, cori
- Gabriele Lorenzi - tastiere (tranne Non c'è niente di nuovo, Vita facile, L'ora dell'amore, Noi e gli altri), cori
- violinisti dell'orchestra del Teatro "La Scala" di Milano